# Eragrostis secundiflora
Espèce

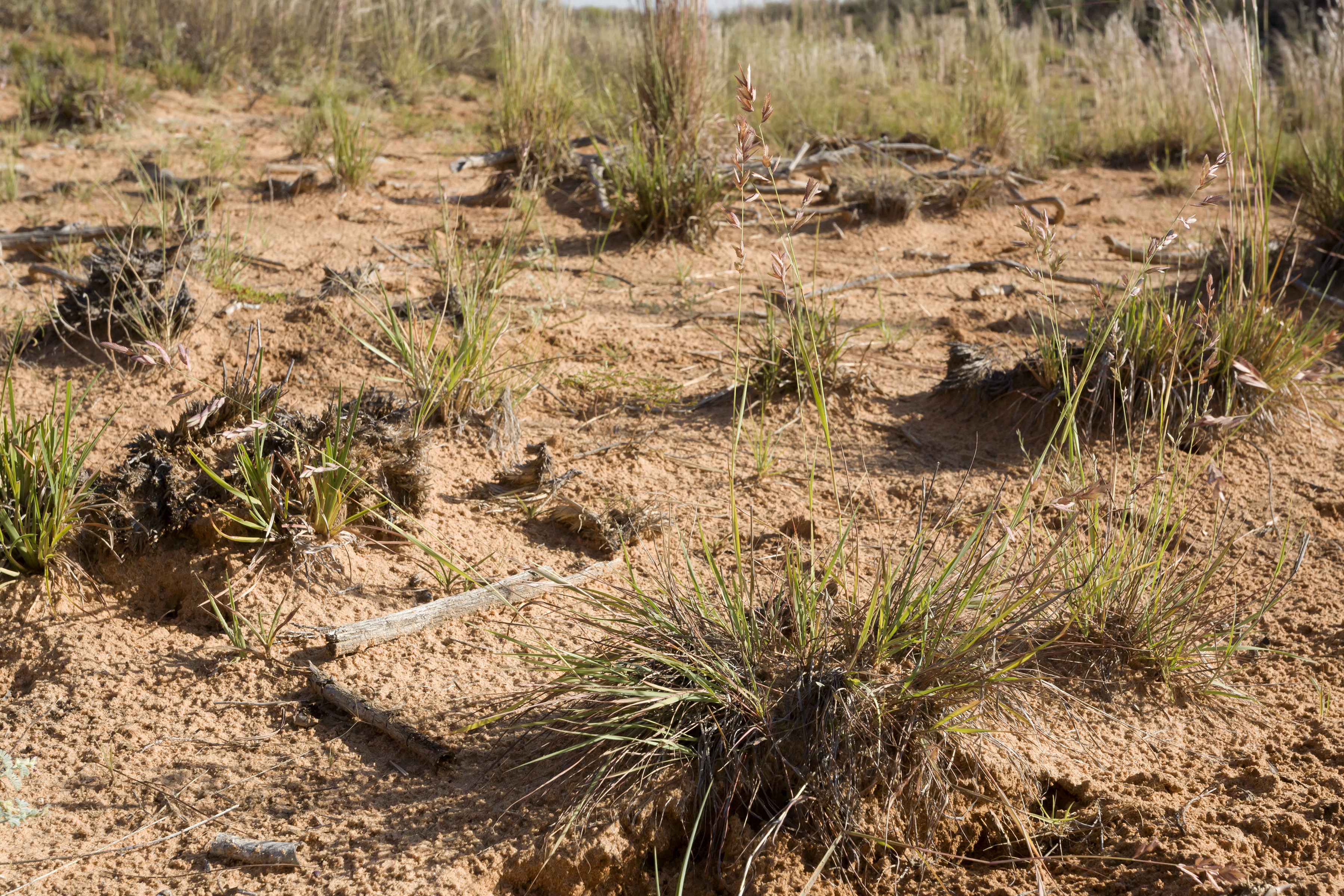

Eragrostis secundiflora est une espèce de plantes monocotylédones de la famille des Poaceae,  sous-famille des Chloridoideae, originaire d'Amérique du Nord et du Sud.
Ce sont des plantes herbacées, vivaces, cespiteuses, aux tiges (chaumes) dressées pouvant atteindre 75 cm de long. L'inflorescence est une panicule composée de nombreux épillets pouvant compter chacun jusqu'à 24 fleurons.

## Taxinomie

### Synonymes
Selon Catalogue of Life (1er décembre 2017) :
- Eragrostis beyrichii J.G.Sm.
- Eragrostis compacta Steud.
- Eragrostis interrupta Trel., Branner & Coville, nom. illeg.
- Eragrostis oxylepis (Torr.) Torr.
- Eragrostis oxylepis var. beyrichii (J.G.Sm.) Shinners
- Eragrostis secundiflora var. capitata (E.Fourn.) Beetle
- Eragrostis secundiflora subsp. oxylepis (Torr.) S.D.Koch
- Eragrostis squarrosa E.Fourn.
- Eragrostis vahlii var. sejuncta Döll
- Eragrostis vahlii var. subfasciculata Döll
- Eragrostis verae-crucis Rupr. ex Galeotti, nom. nud.
- Eragrostis yucatana L.H.Harv.
- Megastachya oxylepis (Torr.) E.Fourn.
- Megastachya oxylepis var. capitata E.Fourn.
- Poa compacta Salzm. ex Steud.
- Poa interrupta Nutt., nom. illeg.
- Poa oxylepis Torr.
- Poa secundiflora (J.Presl) Kunth

### Liste des sous-espèces et variétés
Selon Tropicos (1er décembre 2017) (Attention liste brute contenant possiblement des synonymes) :
- sous-espèces :
  - Eragrostis secundiflora subsp. oxylepis (Torr.) S.D. Koch
  - Eragrostis secundiflora subsp. secundiflora
- variétés :
  - Eragrostis secundiflora var. capitata (E. Fourn.) Beetle
  - Eragrostis secundiflora var. secundiflora